# Douzième Docteur
Le Douzième Docteur est la douzième incarnation du Docteur, personnage principal de la série télévisée de science-fiction Doctor Who. Il est incarné par l'acteur Peter Capaldi entre 2014 et 2017, succédant ainsi à Matt Smith, l'interprète du Onzième Docteur, lors de l'épisode de Noël L'Heure du Docteur en 2013. Il est, avec le Premier Docteur, l'incarnation la plus âgée physiquement du Docteur.
Il est la seconde et dernière incarnation du Docteur à avoir été écrite par Steven Moffat, producteur-exécutif de la série entre 2010 et 2017. Il se régénère à la fin de l'épisode de Noël 2017, Il était deux fois, pour devenir le Treizième Docteur, incarné par Jodie Whittaker.
Son ère est marquée par une chute certaine des audiences depuis le début de la saison 8 (2014) et par des références au passé de la série beaucoup plus présentes qu'auparavant,. On peut d'ailleurs observer que depuis 2014, les saisons n'ont plus 13 épisodes et un épisode de Noël, mais 12 épisodes et un épisode de Noël. Il a été accompagné par Clara Oswald (Jenna Coleman), Nardole (Matt Lucas) et Bill Potts (Pearl Mackie) au cours de ses voyages. C'est aussi la deuxième incarnation de la nouvelle série (depuis 2005) à côtoyer le Maître.

## Histoire du personnage

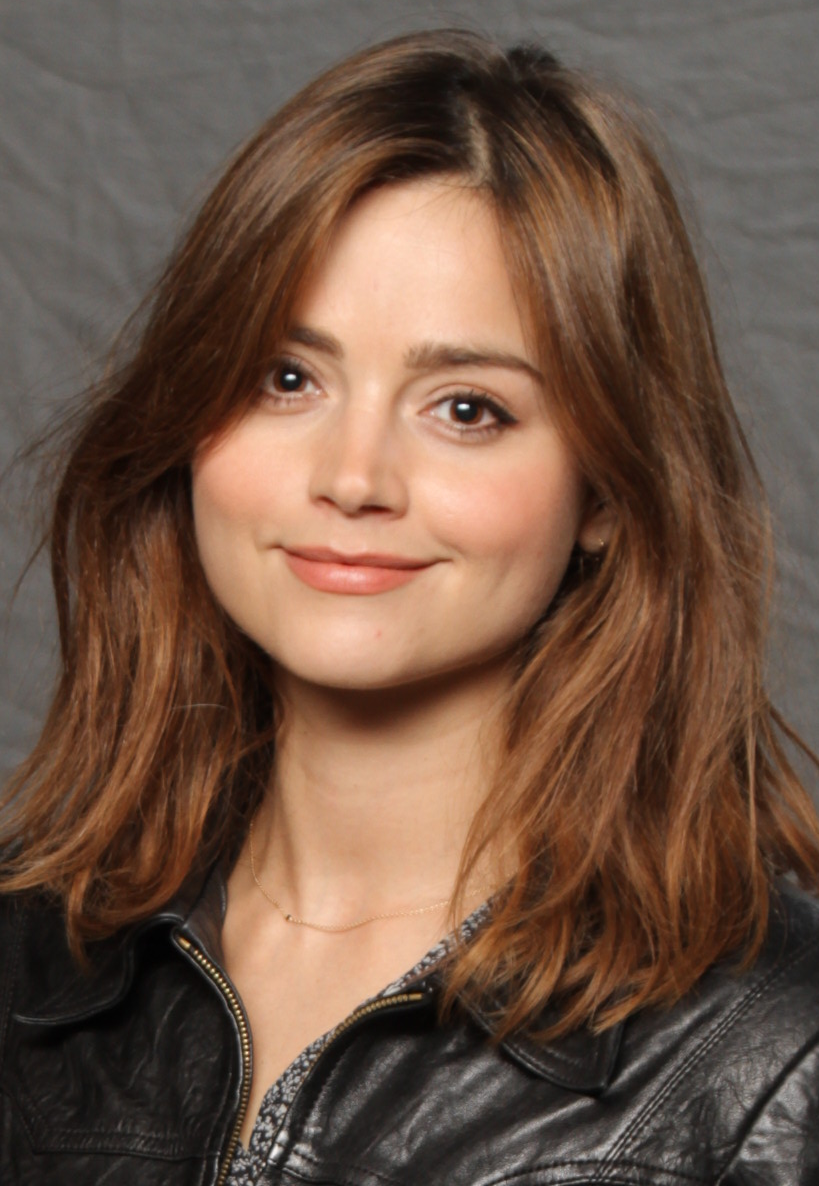
Jenna Coleman, l'interprète de Clara Oswald, lors de la MagicCity Comic-Con en 2016.

### Spécial50eanniversaire (2013)
Avant même d'être le Docteur « principal » de la série, le Douzième Docteur fait une très brève apparition dans l'épisode célébrant les 50 ans de la série, Le Jour du Docteur. Il vient aider ses incarnations précédentes à sauver Gallifrey. On le voit seulement tirer le levier de dématérialisation du TARDIS, sans rien dire.

### Épisode de Noël (2013)
« Des reins ! J'ai de nouveaux reins ! Et je n'aime pas leur couleur. »
— Douzième Docteur, L'Heure du Docteur, 2013
Le Douzième Docteur arrive à la suite de la régénération du Onzième Docteur à la fin de L'Heure du Docteur. Ses premiers mots concernant la couleur de ses reins, qu'il dit ne pas aimer, provoquent la surprise de Clara Oswald, présente lors du changement. Tout comme ses prédécesseurs, il est confus, à tel point qu'il oublie comment piloter le TARDIS alors que le vaisseau est en train de s'écraser.

### Saison 8 (2014)
Durant le premier épisode, le Docteur nouvellement régénéré subit mal son changement et délire fortement, ses souvenirs lui revenant dans le désordre. Il finira par trouver son style vestimentaire et caractériel, ses anciennes habitudes, et reprendra Clara Oswald pour la suite de la saison. Il entre vite en désaccord avec Danny Pink, le petit ami de Clara et le prend pour un simple gêneur, ce qui contrarie Clara. D'aventures en aventures, Clara se rend compte qu'elle devra choisir entre Danny et le Docteur. Elle finit par quitter le Docteur à cause de la mort de Danny dans Mort au paradis, mais elle reviendra dans le TARDIS à la suite des événements de Douce Nuit.
Durant cette saison, le Docteur entre dans un Dalek, rencontre Robin des Bois, braque une banque, combat les dangereux Aliens d'un autre univers et explore ce qui se cache après la mort, tout en revoyant une vieille connaissance...

### Épisode de Noël (2014)
À la suite des événements de la fin de Mort au paradis, le TARDIS se matérialise sur le toit de l'appartement de Clara Oswald (alors que cette dernière discute avec le Père Noël, incarné par Nick Frost), et le Docteur en sort, ordonnant à cette dernière de rentrer à l'intérieur du vaisseau. Après une discussion rapide avec le Père Noël, le Docteur rejoint Clara dans le TARDIS et les deux amis décollent. Ils atterrissent sur une station au Pôle Nord, où une équipe est présente, enquêtant sur les Crabes à Rêve, des créatures qui n'attaquent que lorsqu'on pense à eux. Pour éviter que Clara ne pense à eux, le Docteur la soumet à un exercice de calcul mental, puis lui parle de Danny Pink, qu'il pense encore en vie. Toute l'équipe est alors réunie dans la même pièce (l'infirmerie) et est sauvée par le Père Noël.
Le Docteur et Clara s'isolent de l'équipe de recherches, et discutent de ce qu'il s'est passé peu avant, et des propos que le Docteur a tenus à propos de Danny (il insinuait qu'il était en train de charmer une autre femme). Clara révèle au Docteur que Danny n'est jamais revenu du monde des morts, et le Docteur révèle à Clara qu'il n'a jamais retrouvé Gallifrey (Missy lui avait menti). Toutefois, plus tard dans l'épisode, Clara se retrouve victime d'un Crabe à Rêve, et rêve qu'elle passe Noël avec Danny. En réalité, pendant qu'elle rêve, sa vie est en péril. Afin de la sauver, le Docteur décide de se faire attaquer volontairement pour la rejoindre dans son rêve et la faire en sortir. Il lui laisse le temps de dire adieu à Danny et d'accepter le fait que ce dernier soit mort. Ils finissent donc par se réveiller et sortir du rêve à temps.
Au vu de la douleur que tout le monde a, le Docteur se rend compte que tout le monde est en réalité dans un rêve, avec le Père Noël. Afin de prouver sa théorie, le Docteur donne un livre à chacun des quatre membres de l'équipe de recherches : Shona, Albert, Ashley et Fiona, et leur demande de lire le premier mot se trouvant à une page choisie au hasard par Clara. La première phrase obtenue ne veut rien dire, mais prouve que les livres sont le fruit du subconscient de chacun. La deuxième phrase obtenue est : « Nous sommes tous morts » (en anglais : We are all dead). Le Père Noël leur révèle la vérité et leur propose de les sauver. Chacun se réveille alors de ce rêve, et le Docteur décide d'aller rejoindre Clara dans la réalité, le jour de Noël, et lui enlève le Crabe à Rêve qu'elle a sur le visage. Elle se réveille, et il découvre que cela fait 62 ans que les deux amis ne se sont pas vus. Ils passent alors Noël ensemble, et le Docteur découvre que personne n'a jamais pu remplacer Danny aux yeux de Clara. Le Docteur avoue regretter n'être jamais revenu la voir, et le Père Noël apparaît alors : il était encore en train de rêver.
Le Docteur se réveille alors la réalité, enlève le Crabe à Rêve du visage de Clara, qui est de nouveau jeune, comme avant. Il lui propose donc de repartir voyager avec lui dans le TARDIS, ce que la jeune femme accepte. Les deux amis repartent alors ensemble explorer l'Univers.

### Saison 9 (2015)

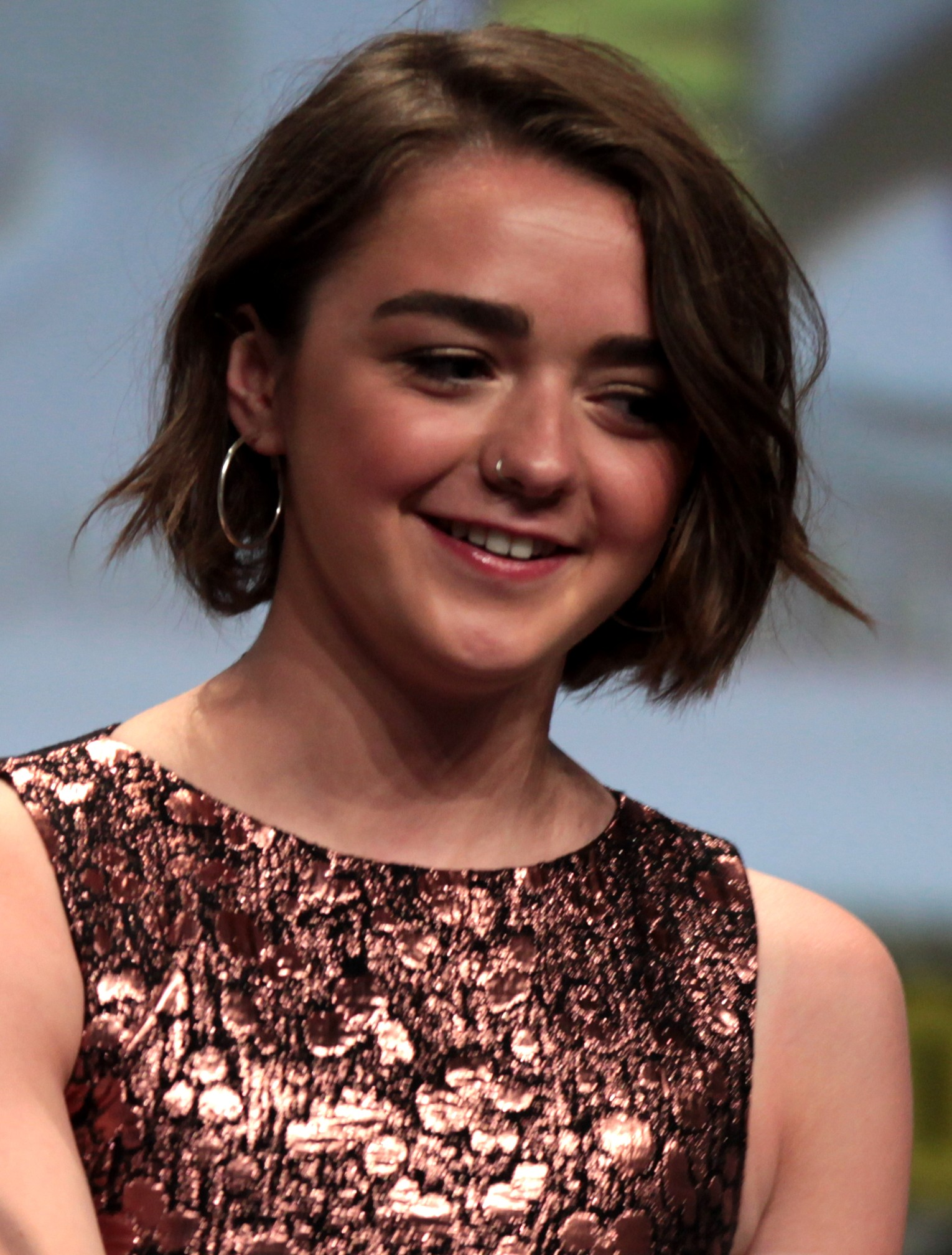
Maisie Williams, l'interprète d'Ashildr Einarrsdottir, lors de la Comic-Con de San Diego en 2014.

Le Docteur revient dans Le Magicien et son Disciple, épisode qui commence par un flashback, où l'on voit un petit garçon courir sur des champs de bataille. Il est soudain coincé par des mines-main, hurle au secours, et le Docteur arrive dans son TARDIS. Le Docteur lui lance son tournevis sonique pour qu'il puisse l'entendre. Avant de le sauver, le Docteur lui dit de lui dire « le nom du petit garçon qui ne mourra pas », ce à quoi le garçon répond qu'il s'appelle... Davros. Le Docteur reste comme gelé dans le temps, comprenant que ce garçon deviendra un de ses pires ennemis, qui a d'ailleurs créé les Daleks. De retour dans le présent, le Docteur a disparu, et sa compagne, Clara Oswald, découvre comme le monde entier que les avions sont gelés. U.N.I.T. convoque alors Clara, pour comprendre ce qui a bien pu arriver à ces 4165 avions. Elle découvre avec Kate Lethbridge-Stewart qu'elles ont un message, sur le canal du Docteur, dont ce dernier ne se sert pourtant jamais. Le message est : « Hey Missy You So Fine / You So Fine / You Blow My Mind / Hey Missy!!! », et Missy, la dernière régénération du Maître, s'adresse à Clara et l'invite à venir la rencontrer à 16 heures. Elles discutent ensemble de la disparition du Docteur, et du fait que Missy ait obtenu le disque de confessions du Docteur, c'est-à-dire ses dernières volontés et son testament. Elles finissent par le retrouver à l'aide d'un algorithme conçu par U.N.I.T. Elles se téléportent donc au Moyen-Âge (en 1138 après J-C), où elles découvrent que le Docteur a organisé une fête; fête qui va être interrompue lorsque Colonie Sarff, le chef de la sécurité rapprochée de Davros, apparaît dans la pièce et menace tout le monde. Il désire que le Docteur vienne avec lui, voir Davros, qui est mourant. Clara et Missy décident de le suivre.
En route vers l'hôpital, le Docteur explique à Clara qui est Davros (elle ne l'a jamais rencontré). Une fois les trois protagonistes arrivés, le Docteur est convoqué par Davros, qui lui rappelle les propos tenus par ses Quatrième (La Genèse des Daleks), Cinquième (Resurrection of the Daleks), Sixième (Revelation of the Daleks), Septième (Remembrance of the Daleks) et Dixième (La Terre volée) incarnations; Missy et Clara restent seules dans une cellule, et trouvent un moyen d'en sortir. Alors qu'elles ne s'attendaient qu'à ne trouver que de l'espace, elles se rendent compte qu'elles sont sur la terre ferme, et que tout le reste de la planète sur laquelle elles sont invisibles. La supercherie se révèle alors : ils sont tous sur la planète Skaro, la planète d'origine des Daleks. Ces mêmes Daleks capturent les deux femmes, les exterminent devant les yeux impuissants du Docteur, et éliminent ensuite le TARDIS. De retour sur le champ de bataille, le Docteur, après avoir fui lorsqu'il a entendu que le jeune garçon s'appelait Davros, revient dans le futur, et menace le jeune Davros d'un canon Dalek. La suite de l'action se déroule dans l'épisode suivant, La Sorcière et son Pantin, où le Docteur, coincé avec Davros, menace de le tuer. Il lui vole son siège, sans lequel il ne peut se déplacer, et va retrouver d'autres Daleks, et leur affirme qu'il est prêt à détruire tout leur empire si Clara Oswald est vraiment morte (ce qu'elle n'est pas, Missy a trouvé un moyen pour elles de s'échapper). Le Docteur est appréhendé par Colonie Sarff, et est ramené dans la chambre de Davros, qui lui montre des câbles qui selon ses dires seraient reliés à tous les Daleks : il pourrait donc d'un simple geste leur donner la mort. Davros lui demande ensuite de se confesser sur la raison de son départ de Gallifrey. Toutefois, lorsque Davros mentionne avoir tué tous les Seigneurs du Temps, le Docteur lui révèle les avoir sauvés, et que bien qu'il ne sache où sa planète est à présent, elle n'a plus rien à craindre. Son ennemi de toujours le félicite alors, jugeant ceci comme une « excellente nouvelle ».
Ce dernier veut d'ailleurs regarder le Seigneur du Temps avec ses propres yeux. Il éteint donc son système artificiel de vision pour ouvrir ses propres yeux, et lui demande s'il est un homme bon, car selon lui il a cherché à travers les Daleks à protéger son peuple. Le Docteur prend conscience que la fin de Davros est proche, et le connecte aux câbles à travers lesquels il entend lui donner de l'énergie régénératrice. Tout cela n'était en réalité qu'une stratégie imaginée par Davros : sa durée de vie se voit allongée, et tous les Daleks se régénèrent. Davros mentionne alors une prophétie gallifreyenne, parlant d'un Hybride, moitié Dalek, moitié Seigneur du Temps, et affirme que c'est la raison pour laquelle le Docteur a fui Gallifrey. Missy arrive alors et sauve le Docteur en détruisant les câbles. Le Docteur aussi avait prévu le plan de Davros, et a également régénéré les cadavres de Daleks se trouvant dans les égouts. Ces derniers, furieux, remontent par les tuyaux et détruisent Skaro. Le Docteur et Missy s'enfuient, et croisent un Dalek qui est en réalité Clara, mise dans une armure par Missy. Lorsque Clara est libérée, le Docteur et elle fuient et retournent au TARDIS, qui n'a pas été détruit, mais qui s'est "redistribué" dans l'espace. Il donne un coup de lunettes soniques, et le TARDIS se reforme autour d'eux. De retour dans le futur, le Docteur, menaçant le jeune Davros avec un canon Dalek, le sauve en exterminant les mines-mains. Ils s'en vont tous les deux main dans la main. Son action est motivée par le fait qu'il espère qu'ainsi, la compassion restera inscrite dans l'esprit de Davros.
Après cet incident, le Docteur rencontre par hasard une jeune viking, Ashildr, jouée par Maisie Williams. Devenue malencontreusement immortelle grâce au Seigneur du Temps, elle revient l'espionner dans toutes les époques de la Terre pour protéger cette dernière incarnation du Docteur. Alors que dans le 10e épisode le Docteur retrouve Rigsy mais perd Clara, il est capturé dans son propre journal de confession et répète la même boucle temporelle pour s'en sortir, ce qui le mène 4,5 milliards d'années plus tard sur Gallifrey, sa planète d'origine. Après avoir retrouvé sa grange d'enfance et renversé le gouvernement pour se venger de ce qu'on lui a fait subir, le Docteur extrait du temps Clara, quelques instants avant sa mort. Elle finira par s'enfuir avec Ashildr (venue assister à la chute définitive de Gallifrey et de l'Univers) dans un TARDIS volé (elle dit qu'elle rentrera sur Gallifrey par "le long chemin"), tandis que le Docteur s'envolera vers de nouvelles aventures, un nouveau tournevis sonique à la main.

### Épisode de Noël (2015)
Dans l'épisode de Noël Les Maris de River Song, le Docteur retrouve son épouse, River Song, qui a épousé Hydroflax, le cruel roi de la colonie humaine de Mendorax Dellora. À la suite d'un malentendu sur un diamant d'une valeur très importante, l'Halassi Androvar, et la poursuite d'un robot tueur, le Docteur et River passent une ultime nuit de 24 ans sur la planète Darilium et ses tours chantantes. Après cela, River vivra les événements narrés dans La Bibliothèque des Ombres jusqu'à sa mort tragique.

### For Tonight We Might Die(2016)
Le Douzième Docteur apparaît également dans le premier épisode de Class, une série de science-fiction dérivée de Doctor Who. On apprend qu'il a sauvé Charlie et Quill lors de la destruction de Rhodia, leur planète d'origine, et qu'il les a amenés à Coal Hill (l'établissement où Clara Oswald travaillait), où Charlie sera élève et Mlle Quill enseignera les sciences. Il revient dans l'épisode lorsque le peuple des Ombres se met à attaquer l'école pendant le bal de promo. Il les renvoie dans la faille par laquelle ils sont entrés de façon temporaire, et demande à Mlle Quill et ses élèves d'être sur leurs gardes et de protéger l'établissement des futures invasions.
Sur le mur d'honneur, on peut voir les noms de Susan Foreman, Danny Pink et Clara Oswald. En regardant le mur, le Douzième Docteur dit que « le temps n'oublie jamais rien ». Il s'assure alors que Quill et ses élèves aient compris leur mission, puis s'en va dans son TARDIS.

### Épisode de Noël (2016)

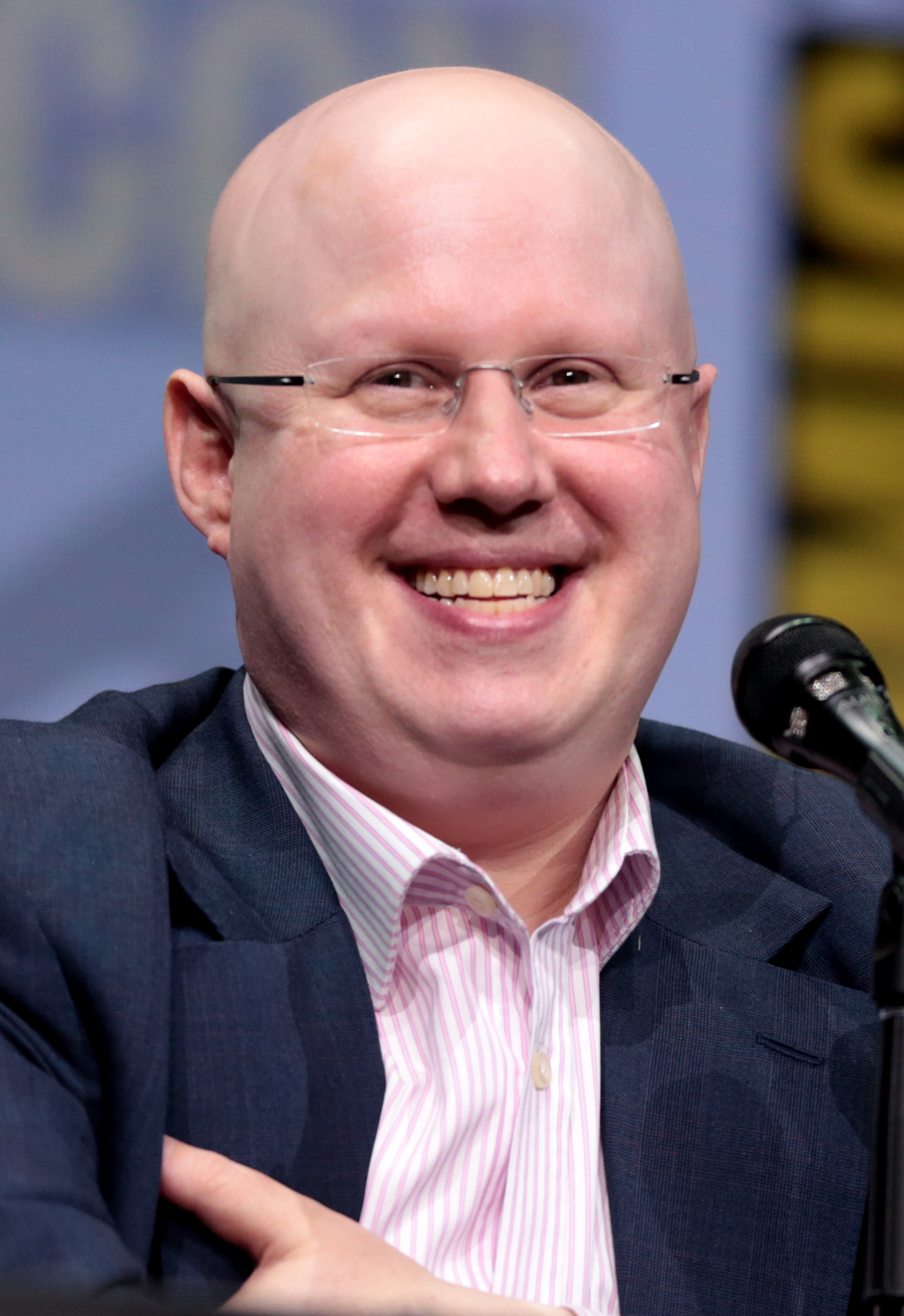
Matt Lucas, l'interprète de Nardole, à la Comic-Con de San Diego en 2017.

Après la longue nuit qu'il a passée avec River Song sur Darillium, le Docteur s'en alla de nouveau vers de nouvelles aventures, et rattacha la tête de Nardole à son corps pour faire une présence rassurante ; ce dernier devint son nouveau compagnon.
En 1992, à New York, un jeune garçon nommé Grant avala par inadvertance un diamant que lui avait confié le Docteur. Grant se transforma alors en un super-héros, surnommé "The Ghost" et surnomma le responsable de sa mutation "Docteur Mysterio". Pendant les années qui suivirent, le Seigneur du Temps surveilla Grant pour éviter que ses pouvoirs ne soient incontrôlables. Plusieurs années plus tard, alors qu'une invasion alien se prépare doucement dans l'ombre, Grant devenu "baby sitter" de la femme qu'il aime va devoir aider le Docteur et Nardole à repousser le danger...

### Saison 10 (2017)

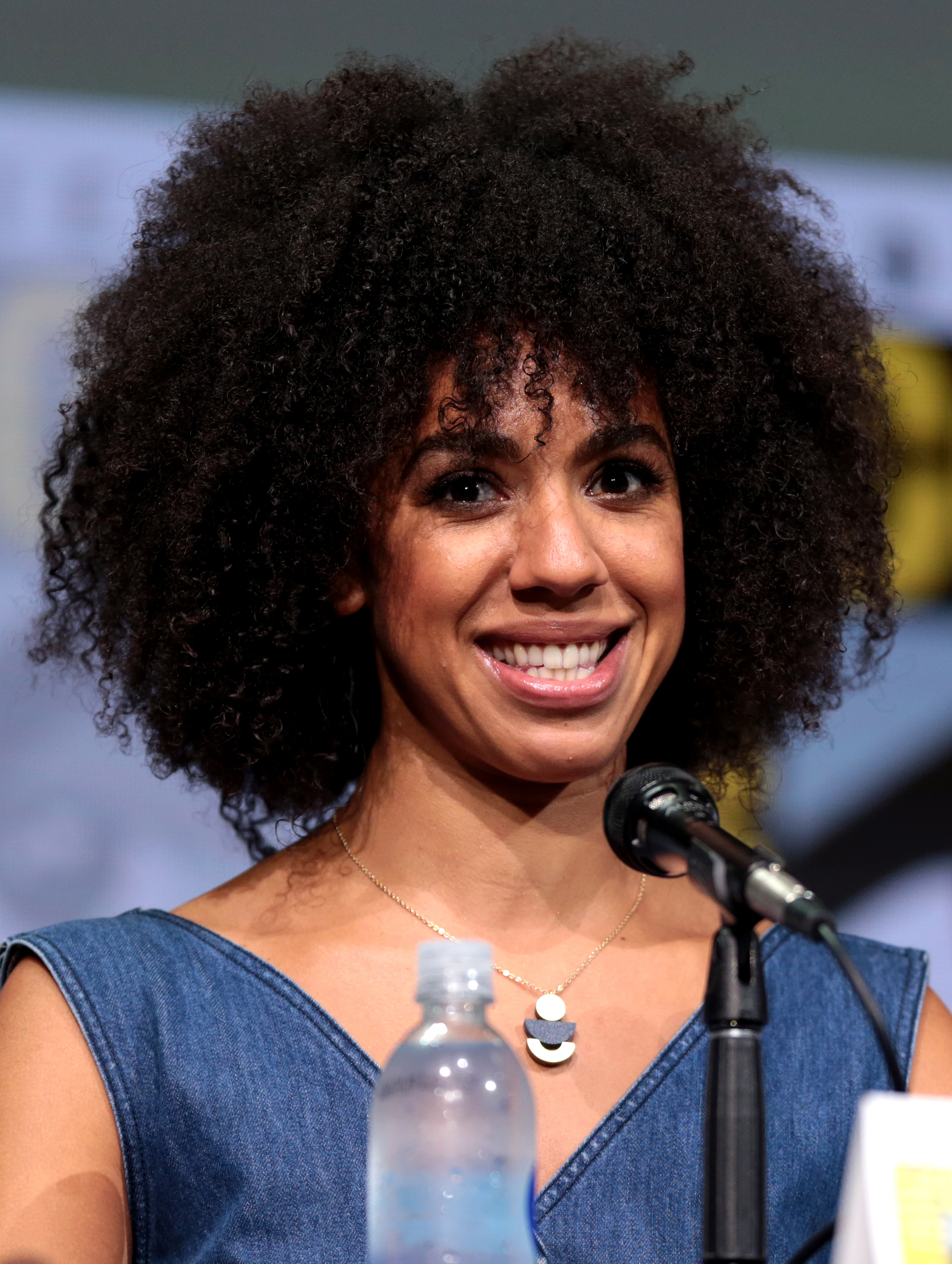
Pearl Mackie, l'actrice qui interprète Bill Potts, lors de la Comic-Con de San Diego en 2017.

Après cette aventure, il remonta le temps et devint professeur de physique quantique à l'université de Bristol pendant plus de 50 ans, où il rencontra Bill. Elle devint sa nouvelle compagne après une affaire sur une jeune femme possédée par un organisme alien dont Bill était tombée amoureuse. Il entreprit de lui faire découvrir l'Univers, des colonies humaines du futur jusqu'à la Tamise de 1814. Pourtant le Docteur a fait la promesse de garder un coffre-fort situé sous l'université, et cela agace profondément Nardole, qui n'aime pas voir le Docteur partir en aventure car une grande menace et un grand danger sont confinés dans le coffre. En effet, dans ce dernier, on y retrouve une vieille connaissance : le Maître, sous sa version de Missy.
Malheureusement, à la suite d'une aventure très risquée dans l'espace, le Docteur se sacrifie pour sauver Bill. Il perd alors temporairement la vue...
Alors que le Docteur est aveugle, il reçoit dans son université la visite du Pape en personne, qui lui demande de traduire et lire un livre nommé "Veritas". Il s'avère que ce livre contient un secret mortel, puisque toutes les personnes ayant traduit et lu le "Veritas" se sont suicidés peu après. Le Docteur va découvrir que son monde n'est qu'une simulation générée par une nouvelle espèce alien, les Moines, ceci afin de trouver le moment le plus opportun pour envahir la Terre en rencontrant le moins de résistance. Le Docteur de la simulation parvient à prévenir le Docteur réel via les lunettes soniques. Cependant, les Moines vont tout de même parvenir à leur fin. En effet, le Docteur, aveugle, pris au piège, et sur le point de mourir, va recevoir l'aide des Moines sur la demande de Bill. Les Moines ont redonné la vue au Docteur, mais en échange, ils ont réussi à prendre la Terre. Dans cette série d'épisodes, le Docteur essaie d'apprendre à Missy de faire le bien. Mais la définition du bien diffère selon les deux personnages.
Après avoir finalement vaincu les Moines, le Docteur part sur Mars en compagnie de Nardole et Bill. Ils se retrouvent face à un combat impossible : des Guerriers de glace, face à un bataillon de soldats britanniques de l'époque Victorienne. Nardole quant à lui se retrouve piégé. Le Tardis, par sa propre volonté, est revenu à l'université avec lui. N'arrivant pas à revenir sur Mars, il demande l'aide de la seule personne aussi intelligente que le Docteur. Missy sort du coffre, et parvient à faire revenir le Tardis sur Mars.
Dans l'épisode World Enough and Time, le Docteur tente de faire comprendre le bien à Missy. Il la met en situation et sa mission est de sauver l'équipage d'un énorme vaisseau de colons Mondasiens orbitant autour d'un trou noir. Après maintes péripéties, l'éloignement de Bill dans l'hôpital du vaisseau à cause d'une grave blessure (et où une minute pour le Docteur équivaut plusieurs mois pour elle à cause de la dilatation du temps), Missy se rend compte que le concierge de l'hôpital de Bill et également son ami est sa régénération précédente. Le Docteur constate, terrifié, que Bill a été convertie en Cyberman.
Dans le dernier épisode Le Docteur tombe, le Docteur toujours à bord du vaisseau se fait ligoter par les deux versions du Maître. Mais le Seigneur du Temps a trafiqué en secret les données des Cybermen pour qu'ils attaquent toutes les formes de vie ayant deux cœurs. Le Docteur et le Maître tentent de s'échapper en navette, pilotée par Nardole, mais le Docteur est électrocuté par un Cyberman. Missy tente de l'aider avec le tournevis laser du Maître mais ne parvient pas à le faire fonctionner ; c'est donc Bill (qui lutte contre le programme et refuse de céder) qui les fait sauter pour sauver son ami. Tous grimpent les niveaux du vaisseau, le Docteur s'évanouit et Missy décide de l'abandonner mais Bill refuse qu'ils partent sans son ami ; elle tient alors l'échelle que Nardole avait déroulé et la tient jusqu'à ce que son ami reprenne conscience et lui promet de tout arranger. Ils se retrouvent dans une ferme en pleine campagne dans un étage supérieur, où sont gardés des enfants. Le Docteur sait que les Cybermen vont arriver, et prépare sa défense avec les fermiers. Nardole est chargé par le Seigneur du Temps de faire évacuer les innocents et de veiller sur eux. Le Maître estime qu'ils n'ont aucune chance de survie et retourne en bas pour s'enfuir avec son TARDIS. Alors que les robots arrivent pour l'assaut, le Docteur fait exploser toute la zone de forêt où ils se trouvent en tuant avec lui la plupart des Cybermen. En parallèle, Missy et le Maître s'entretuent, provoquant la dernière régénération du Maître, en Missy. Bill, toujours dans le corps d'un Cyberman, retrouve le corps de son ami qui n'a pas pu se régénérer et se met à pleurer de chagrin. Heather surgit alors de l'eau et change Bill en être fait d'eau comme elle, la sauvant ainsi de sa forme de Cyberman en lui rendant son ancienne forme. Les deux femmes retrouvent le TARDIS, mettent le Docteur à l'intérieur. Bill et Heather quittent le TARDIS pour voyager dans l'univers, laissant le Docteur pour mort. Les blessures du Docteur commencent à se soigner par la régénération, et il se remémore ses compagnons: Bill, Nardole puis Rose Tyler, Martha Jones, Donna Noble, Le Capitaine Jack Harkness, Mme Vastra, Jenny Flint , Sarah Jane Smith , Amy Pond , Clara Oswald et enfin River Song puis Missy l'appellant tous Docteur. Le Seigneur du Temps se réveille et délire en répétant les phrases de ses anciennes incarnations. Le processus de régénération commence, mais lassé du changement de corps et de personnalité qu'il ne supporte plus, il refuse catégoriquement de se régénérer de manière différente. Son TARDIS atterrit alors au milieu d'une tempête de neige, où le Docteur sort pour se régénérer ; mais il s'interrompt à bout de force, en essayant tant bien que mal de résister. Attiré par un bruit au loin, il vit s'approcher de lui sa toute première incarnation.

### Épisode de Noël (2017)
« Ris fort ! Cours vite ! Sois bon. Docteur... Je te laisse partir. »
— Douzième Docteur, Il était deux fois, 2017
Le Douzième Docteur affrontera la régénération aux côtés du Premier Docteur (incarné par David Bradley) dans l'épisode de Noël 2017, Il était deux fois (Twice Upon a Time).
Le Docteur, en retrouvant sa première incarnation, comprend qu'il est au Pôle Sud alors qu'il hésite à se régénérer, mais le temps semble se figer. Ils sont surpris par un capitaine britannique de la Première Guerre Mondiale, enlevé en pleine bataille d'Ypres en 1914, qui en réalité fait partie de la famille du Brigadier Alistair Gordon Letbridge-Stewart.
Puis le TARDIS est remorqué par un vaisseau de créatures humanoïdes faites de verre faisant partie du Témoignage. Le premier Docteur sort pour les distraire pendant que le Douzième Docteur (avec le Capitaine à son bord) tente de réparer les commandes du Vaisseau puis ils entendent une voix leur disant que s'ils leur livrent le Capitaine, un "Cadeau" sera offert au Seigneur du temps et qu'ils pourront "la" revoir et lui parler; le Douzième Docteur sort du TARDIS car il a reconnu la silhouette (sur le Scanner depuis le vaisseau) puis la voix de Bill qui lui saute dans les bras (d'abord heureux puis de qui il se méfie puisque celle-ci est morte et changée en Cyberman, elle finira par le convaincre de son existence).
Puis les deux Docteurs rencontrent les êtres de verre leur proposant une sorte d'accord : le Capitaine contre Bill. Le Docteur refuse et leur dit qu'il compte s'enfuir en emmenant avec lui Bill et le Capitaine puis les avertissant qu'il va découvrir qui ils sont, ce qu'ils veulent et reviendra les arrêter si la réponse lui déplait avant de partir avec Bill, le capitaine et le Premier Docteur, laissant son TARDIS pour celui du Premier. Pour obtenir des informations sur le Témoignage, le Douzième Docteur part retrouver Rusty, le bon Dalek qui lui donne accès à sa base de données. Le Témoignage n'étant qu'une opération visant à sauvegarder les mémoires des êtres vivants avant leur mort, le Docteur comprend qu'il n'y a pas malveillance et renvoie le capitaine sur le champ de bataille, apprenant alors son nom et acceptant de veiller sur ses enfants. Après avoir dit adieu et souhaité bonne chance à sa première incarnation, qui retourne dans son TARDIS acceptant sa "mort" et se régénère, le Douzième Docteur, est rejoint par Bill qui l'accompagne jusqu'à son TARDIS en lui avouant la seule chose difficile une fois qu'on connaît le Docteur : le laisser partir. Elle lui dit qu'elle a un cadeau d'adieu pour lui et débloque en lui ses souvenirs perdus et oubliés de Clara Oswald le rendant heureux et comblé, rejoints par Bill et Nardole.
Le Docteur les remercie tous les deux pour ce qu'ils ont représenté pour lui et leur explique que pour ce qui va suivre il devra être seul. Après leur avoir dit adieu et après avoir partagé un dernier câlin et des larmes, Bill et Nardole disparaissent sous forme de poussière de verre alors que le Docteur les prenait dans ses bras.
Triste, il réalise qu'il est temps pour lui de quitter le champ de bataille et retourne au TARDIS. Après avoir fait patienter sa prochaine incarnation le Docteur donne des indications ainsi que des avertissements à suivre puis accepte sa "mort" et se régénère, endommagent le TARDIS et laissant sa place au Treizième Docteur.

## Personnalité et costume

### Traits de caractère
Le Douzième Docteur est présenté comme un Docteur froid, cynique et peu avenant. Sa nature un peu rude et hautaine, due à une grande lassitude et une certaine remise en cause de lui-même, n'en fait pas un personnage détestable pour autant : dans toute la saison 8, il se pose la question de sa bonté. Bien qu'il aime les blagues et les jeux de mots, il peut vite avoir mauvais caractère. Il n'hésite pas, à l'inverse de son prédécesseur le 11e Docteur, à se moquer de la Terre ou à humilier les humains, qu'il juge stupides (dans l'épisode En apnée, il les surnomme « petites cervelles en pudding »). Il est habituellement détaché, bavard et fait souvent de l'humour noir pour compenser l'exubérance de ses prédécesseurs. Il aime aussi à paraître excentrique (il s'habille et parle parfois comme un adolescent) et à parler de différentes choses décousues, absurdes ou sans rapport les unes avec les autres. Il avouera pourtant que ce n'est qu'une façade, et qu'il est bien plus sensible à la mort et à la douleur des autres qu'il n'y paraît ; être au contact de Clara Oswald à qui il tient beaucoup finira par l'adoucir. Malgré tout, ses colères sont froides, et son regard perçant. On comprend dans le cinquième épisode de la saison 9 qu'il a choisi ce visage pour se rappeler qu'il se doit de sauver les gens, comme il l'a fait à Pompéi.
Soulagé de savoir que Gallifrey est saine et sauve bien qu'il ne sache pas la rejoindre, ce Docteur passe beaucoup de temps à s'interroger sur sa condition, ses pensées ou le temps.
Il se montre extrêmement et tout particulièrement très attaché à Clara Oswald (sa meilleure amie) : il tient tellement à elle qu'à chaque fois qu'ils s'en vont quelque part, il se dit "et si jamais il lui arrivait quelque chose" avec tous les risques pour la plupart inutiles qu'elle prend sans arrêt, devenant ainsi imprudente, ce qui inquiète énormément le Docteur. Mais ce que le Seigneur du Temps redoutait le plus finit par se produire lors des événements de l'épisode Le Corbeau, qui conduit Clara à sa perte. Après l'avoir vu agoniser et mourir, le Docteur jurera vengeance contre Ashildr en lui conseillant de rester en dehors de son chemin. Mais derrière ce désir de vengeance où il se cache, se montre une grande affliction teintée de colère. Sa rage éclate au grand jour lors de l'épisode Montée en Enfer (2015), où il est confronté aux Seigneurs du Temps qu'il tient pour responsables de la mort de son amie.
Dans la saison 10, on découvre un Docteur un peu nostalgique, puisqu'il possède sur son bureau de Bristol tous ses anciens Tournevis soniques ainsi que les photos de River Song, sa femme, et de sa petite-fille Susan Foreman. Mais c'est aussi un Docteur assez protecteur envers sa nouvelle amie Bill, et dans l'épisode La Foire des glaces, dans lequel le Docteur fait visiter à son amie le Londres de 1814 où la Tamise était gelée, lorsqu'ils rencontrent Lord Sutcliffe qui va manquer de respect à Bill en l'insultant grossièrement sur sa couleur de peau, le Docteur irrité l'a violemment frappé au visage.
L'épisode Il était deux fois est assez difficile pour lui : las de perdre des gens et de changer de visage, un peu perdu sur son objectif de vie, il songe un instant à ne pas se régénérer et à mourir définitivement. Mais sa rencontre avec sa première incarnation, ses compagnons et les conseils du TARDIS le persuaderont de se régénérer.

### Costume et accessoires

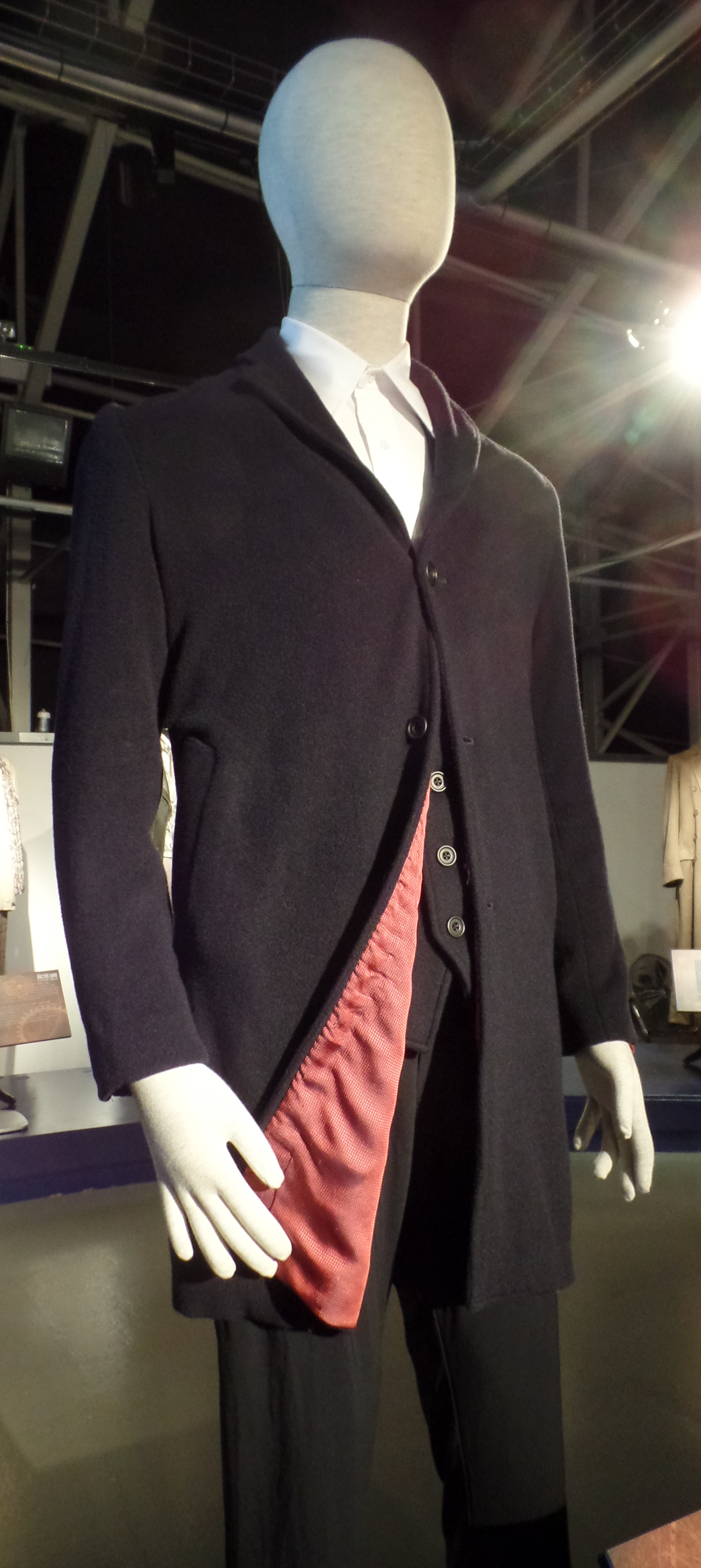
Costume du Douzième Docteur, au Doctor Who Experience.

La tenue « principale » du Douzième Docteur, présentée d'abord à la fin de l'épisode En apnée, est constituée d'une veste en soie bleue sombre dont l'intérieur est rouge, d'un pantalon bleu foncé, d'une chemise boutonnée jusqu'au bout, d'un cardigan ou d'un gilet noir et de bottes noires. Sa chemise varie entre chaque épisode : elle peut être de couleur bleu clair, violet foncé, ou encore noir avec des petits points blancs. Elle a aussi été remplacée par un pull noir troué dans l'épisode Promenons-nous dans les bois... ou encore dans l'épisode Douce Nuit. Dès la saison 9 de 2015, il arrive très souvent qu'il porte un sweat-shirt à capuche au-dessus d'une chemise, d'un pull ou d'un t-shirt à imprimé. Il lui arrive de porter des variantes : dans La Momie de l'Orient-Express, le Docteur porte un costume d'époque, et dans Le Corbeau, il porte une variante rouge bordeaux en velours de sa veste bleue sombre. Dans La Foire des glaces, il porte une tenue d'époque en 1814 à Londres. Après l'avoir enlevée et changée dans Montée en enfer, Clara note qu'elle aimait cette veste car elle « faisait très Docteur ». À la fin de sa vie, le Douzième Docteur possède des cheveux mi-longs et ébouriffés, contrairement au début de ses aventures où ils étaient plutôt courts.
Cette tenue a été assemblée par Howard Burden, le designer pour Doctor Who, qui voulait un retour aux sources, tout comme Peter Capaldi lui-même, qui voulait également marquer un écart avec la tenue plus colorée et en tweed de son prédécesseur.
Ce Docteur remplace le tournevis sonique de son prédécesseur par des lunettes soniques dans La Sorcière et son pantin (avant que le TARDIS n'en crée un nouveau) et joue également de la guitare électrique (dans les épisodes Le Magicien et son disciple, Avant l'inondation, Une vie sans fin, Montée en enfer, Le Pilote, The Pyramid at the End of the World). Les lunettes soniques lui serviront également à bénéficier d'une vision sommaire lors d'un épisode de cécité au cours de la saison 10.

## Casting et réception

### Casting
Après l'annonce du départ de Matt Smith le 1er juin 2013, il est annoncé le 4 août de la même année dans une émission spéciale, Doctor Who Live: The Next Doctor, que c'est Peter Capaldi qui incarne le nouveau Docteur dès la fin de l'épisode de Noël de la même année, L'Heure du Docteur. L'émission est suivie par environ 6,27 millions de téléspectateurs au Royaume-Uni.
Steven Moffat, le producteur-exécutif de Doctor Who, explique que le nom de Peter Capaldi lui avait déjà « rapidement traversé l'esprit » lorsqu'il cherchait quelqu'un pour incarner le Onzième Docteur. Il abandonne finalement cette idée, jugeant qu'il ne correspond pas exactement au Docteur qu'il souhaite écrire. Ben Stephenson, cadre à la BBC, explique que Capaldi avait déjà été suggéré des mois avant la révélation et qu'une audition secrète a eu lieu chez Moffat.
Peter Capaldi annonce le 30 janvier 2017 qu'il quitte Doctor Who en décembre 2017, et qu'il tire sa révérence lors de l'épisode de Noël, intitulé Il était deux fois. Il explique plus tard dans le Graham Norton Show qu'il prend cette décision car il trouve que Doctor Who est une « usine télévisée » (il fait référence au rythme intensif de travail : dix mois de tournage pour la saison 10), et parce qu'il a peur qu'il ne puisse pas continuer à donner le meilleur de lui-même à l'avenir.
Le 16 juillet 2017, après le tournoi de Wimbledon 2017, l'identité du successeur de Peter Capaldi est révélée : il s'agit de Jodie Whittaker. En septembre 2017, Peter Capaldi explique lors de la Comic-Con de San Francisco qu'il ne pense pas revenir dans le rôle après son départ, jugeant que « quand il faut y aller, il faut y aller ». Alors que la publicité autour du 60e anniversaire de la série s'intensifie, Peter Capaldi confirme qu'il ne reprendra pas son rôle, estimant « avoir fait son temps ».

### Réception
À la suite de la diffusion du premier épisode de la saison 8 en 2014, En Apnée, Peter Capaldi reçoit de nombreuses remarques positives quant à la façon dont il incarne le Docteur : Euan Ferguson du Guardian évoque une performance « sage et réfléchie », et Richard Beech du Mirror affirme que Capaldi montre « tous les signes d'un grand Docteur ». Marc Almond, musicien, explique que Peter Capaldi « ramène au goût du jour un touche d'obscurité et de mystère atemporel au Docteur » et qu'il a « le caractère abrasif de William Hartnell, l'élégance de Jon Pertwee et l'excentricité de Tom Baker », qui sont respectivement les Premier, Troisième et Quatrième Docteurs.
Matt Smith, l'interprète du Onzième Docteur, a expliqué que selon lui, Peter Capaldi a « réinventé » Doctor Who. Colin Baker, l'interprète du Sixième Docteur, trouve que le Douzième Docteur ressemble au sien dans son caractère, et il apprécie son style. Sylvester McCoy, qui a joué le Septième Docteur, apprécie le fait que le Douzième Docteur soit plus « vieux » d'apparence que ses deux prédécesseurs. Michelle Gomez, qui a joué la dernière incarnation du Maître, a dit que le Douzième Docteur était « l'un des meilleurs Docteurs ».
L'accent écossais de Peter Capaldi a également été sujet aux critiques, certains spectateurs (majoritairement des spectateurs américains) le jugeant presque incompréhensible. Des experts se sont mis d'accord que le problème n'est pas forcément l'accent, mais la façon de parler de l'acteur (sa vitesse, notamment).
L'ère Capaldi est également marquée par une certaine baisse des audiences, dès la saison 8 en 2014, mais qui devient bien plus visible lors de la saison 9 en 2015, puis-qu'aucun épisode n'arrive à atteindre les 7 millions de téléspectateurs que l'on pouvait auparavant voir. Le « score » le plus bas est obtenu par l'épisode Dans les Bras de Morphée (neuvième de la saison), qui est regardé par "seulement" 5,61 millions de téléspectateurs au Royaume-Uni. Peter Capaldi, Steven Moffat et Mark Gatiss justifient ces basses audiences par le créneau horaire sur lequel la série est diffusée, jugé trop tardif pour les enfants,.

### Départ de la série
Après l'annonce que Steven Moffat quitterait la série en décembre 2017 et serait remplacé par le nouveau showrunner Chris Chibnall, cette décision a suscité des spéculations quant à savoir si Capaldi resterait dans le rôle ou partirait aux côtés de Moffat. Un mois avant cela, Capaldi a déclaré : "Cette année pourrait être ma dernière ; c'est terrifiant, j'adore Doctor Who mais c'est un monde insulaire et je veux faire d'autres choses. Viendra un moment où tout ça sera terminé, mais je le savais dès le début. Je pensais à ma scène de régénération dès le départ, c'est ma nature terriblement mélancolique, lorsque vous acceptez le travail, vous savez qu'un jour, inévitablement, vous direz au revoir."
Le 30 janvier 2017, Capaldi a confirmé que la dixième saison serait sa dernière. En ce qui concerne sa décision de partir, Capaldi a déclaré qu'en dépit de son amour immense pour l'émission, il n'était pas sûr de pouvoir offrir sa meilleure performance s'il restait dans le rôle trop longtemps.

## La relation du Douzième Docteur au Maître

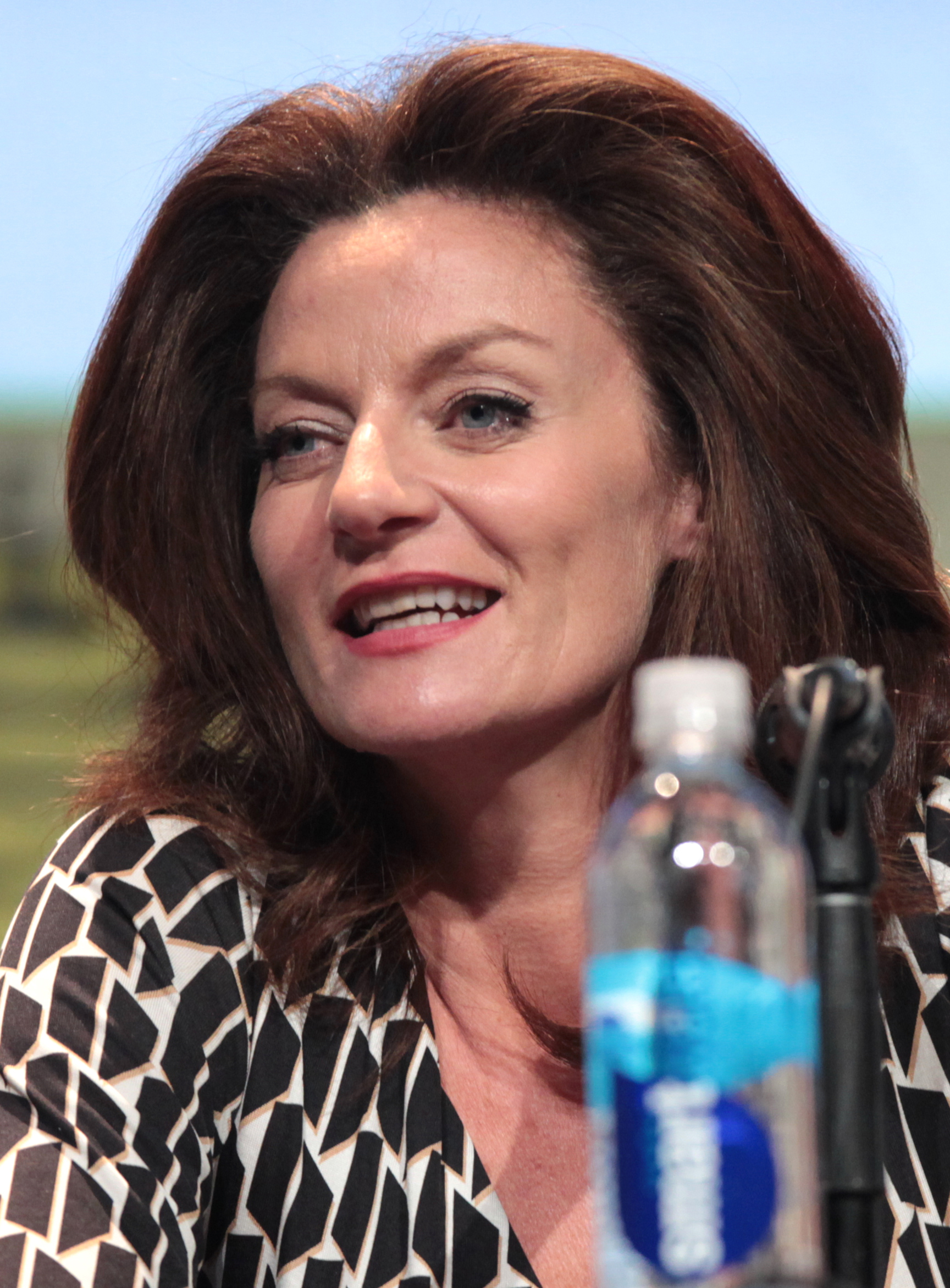
Michelle Gomez, l'interprète de Missy, l'incarnation du Maître entre 2014 et 2017.

L'ère du Douzième Docteur marque également le retour du Maître, le fameux « meilleur ennemi » du Docteur (expression employée par le Troisième Docteur dans The Five Doctors en 1983), qui est alors méconnaissable car il apparaît sous les traits d'une femme d'une cinquantaine d'années, interprétée par Michelle Gomez. Elle se surnomme elle-même « Missy », diminutif de Mistress. Définie par Michelle Gomez comme une « hostilité fragile » (cette expression montre la dualité et la complexité de la relation : on peut penser au proverbe « les opposés s'attirent », ce que le Septième Docteur disait lui-même au Maître dans Survival en 1989), la relation entre les deux personnages se développe tout au long des saisons 8, 9 et 10 et constitue un fil rouge de la période du Douzième Docteur.
On apprend que c'est Missy qui a orchestré la rencontre de Clara Oswald et du Docteur dans Enfermés dans la toile, puis les retrouvailles forcées dans En apnée.
À la fin de la saison 9, Ashildr explique au Docteur que Missy a délibérément uni le Docteur à Clara pour créer l'Hybride, par amour du chaos que cela allait engendrer.
Un réel rapprochement a lieu entre les deux Seigneurs du Temps lors de la saison 10 (2017) : longtemps avant les événements de l'épisode Le Pilote, le Docteur a été convoqué sur une planète lointaine dans le but d'exécuter son ancien(ne) ami(e), puni pour ses nombreux crimes. Le Docteur trompe tout le monde, et n'exécute pas le Maître, mais l'endort. Il enferme son corps dans une chambre quantique (plus grande à l'intérieur), et promet de la surveiller pendant un millénaire (ces événements sont relatés dans Extremis, sixième épisode de la saison). Il installe donc ce « coffre » dans le sous-sol de l'Université de Bristol où il est conférencier. À la fin de l'épisode Toc, Toc, on entend Missy jouer du piano (elle joue notamment la Lettre à Élise de Beethoven), et le Docteur s'invite à l'intérieur de la crypte pour dîner avec son ancienne amie, et lui raconter sa dernière aventure. Au cours de l'épisode Extremis, on voit le Docteur, appuyé contre les portes de la crypte, parler à Missy, jugeant qu'il a besoin d'aide (il est aveugle depuis les événements de l'épisode précédent, Oxygène). Toujours au cours du même épisode, dans des flashbacks, on la voit dire au Docteur, les larmes aux yeux, qu'elle est son amie. Lors de l'invasion de la Terre par les Moines, le Docteur et Bill se tournent vers elle afin qu'elle leur apporte de l'aide pour se débarrasser des Moines. Missy leur explique qu'il faut tuer la personne qui est responsable de l'arrivée des Moines sur la planète (qui est en réalité Bill), ce que le Docteur estime mauvais. Missy lui affirme alors que sa version du bien est « subjective, présomptueuse, arrogante et sentimentale », ce qu'elle refuse de devenir. Une fois les Moines partis, le Docteur retourne voir Missy, qui verse quelques larmes en se rappelant des gens qu'elle a tuées. Le Docteur lui montre alors que ce sentiment fait d'elle une bonne personne. Dans Empress of Mars, le TARDIS abandonne Bill et le Docteur sur la planète Mars pour revenir sur Terre, et Nardole se voit contraint de demander de l'aide à Missy, qui réussit à stabiliser le vaisseau du Docteur. Elle reste dans le TARDIS, mais semble s'inquiéter pour le Docteur, en lui demandant deux fois s'il va bien. On découvre à la fin de l'épisode suivant, The Eaters of Light, que le Docteur lui a demandé de rester dans le TARDIS pour s'occuper de la maintenance du vaisseau (il lui fait donc implicitement confiance). Lorsqu'ils se retrouvent seuls, Missy pleure de nouveau, et admet à son ancien ami qu'elle ne sait pas pourquoi elle pleure. Le Docteur pense que cela montre qu'il est temps pour eux de redevenir amis. Malheureusement, tout cela change lorsque Missy rencontre son incarnation précédente, jouée par John Simm, dans World Enough and Time. Elle est alors tiraillée entre deux idéaux manichéens : le Docteur (le bien) et elle-même (le mal). Elle décide de se montrer comme se battant aux côtés de son incarnation précédente contre le Docteur, lors du dernier épisode de la saison, Le Docteur tombe. Toutefois, elle continue à ressentir un semblant de compassion : lorsque le Docteur se fait attaquer par un Cyberman, elle veut le sauver, et elle continue d'appeler Bill « elle ou cette fille » malgré sa conversion en Cyberman (son incarnation précédente l'appelle par le pronom anglais « it », pronom du genre neutre).
Avant que l'invasion des Cybermen ne commence, elle décide de fuir avec sa version précédente, mais le Docteur les rattrape et déclame un discours dans lequel il explique ce qui motive ses actions : la volonté de bien faire, même sans espoir. Là où le Maître de John Simm n'y est pas sensible et continue sa route, l'incarnation de Michelle Gomez reste quelques secondes avec le Docteur, lui disant qu'elle a toujours voulu se battre à ses côtés. Malgré cela, elle décide de rejoindre son incarnation précédente pour l’éliminer et ainsi, le forcer à se régénérer en son incarnation féminine, pour se battre aux côtés du Docteur... ce que le Maître refuse catégoriquement. Il décide donc de tuer Missy sans qu'elle puisse se régénérer et sans que le Docteur ne puisse savoir qu'elle est morte en voulant se battre à ses côtés, réalisant par là-même la définition du bien décrite par River Song dans son journal dans lequel elle explique les raisons pour lesquelles elle aime le Docteur et ses exploits.
Michelle Gomez trouve que la relation entre Missy et le Douzième Docteur rappelle la relation entre le Treizième Maître (incarné par Roger Delgado) et le Troisième Docteur (Jon Pertwee), entre 1971 et 1973 : elle juge que l'on peut voir que les deux personnages ont un passé commun, et qu'ils apprécient l'intelligence et la présence d'esprit de l'autre.

## Liste des apparitions du personnage

### Épisodes deDoctor Whoet des séries dérivées
- 2013 : Le Jour du Docteur
- 2013 : L'Heure du Docteur
- 2014 : Saison 8 de Doctor Who
- 2014 : Douce Nuit
- 2015 : Saison 9 de Doctor Who
- 2015 : Les Maris de River Song
- 2016 : For Tonight We Might Die (Class)
- 2016 : Le Retour du Docteur Mysterio
- 2017 : Saison 10 de Doctor Who
- 2017 : Il était deux fois

### Romans «New Series Adventures»
- 2014 : Silhouette[41]
- 2014 : The Crawling Terror[41]
- 2014 : The Blood Cell[41]
- 2015 : Deep Time[42]
- 2015 : Royal Blood[42]
- 2015 : Big Bang Generation[42]
- 2017 : The Shining Man[43]
- 2017 : Diamond Dogs[43]
- 2017 : Plague City[43]

### Livres audio«New Series Adventures»
- 2015 : The Gods of Winter
- 2015 : The House of Winter
- 2015 : The Sins of Winter
- 2016 : The Memory of Winter
- 2017 : The Lost Angel
- 2017 : The Lost Planet
- 2017 : The Lost Magic
- 2017 : The Lost Flame
- 2017 : Death Among the Stars
- 2017 : Rhythm of Destruction